# هنگران (خوسف)
هنگران یک روستا در ایران است که در دهستان قلعه زری شهرستان خوسف واقع شده‌است. هنگران ۳۹ نفر جمعیت دارد.